# 普雷里格羅夫鎮區 (阿肯色州華盛頓縣)
普雷里格羅夫鎮區（英語：Prairie Grove Township）是位於美國阿肯色州華盛頓縣的一個行政鎮區。

## 地方資料
普雷里格羅夫鎮區的面積為89.25平方千米，當中陸地面積為87.90平方千米，而水域面積為1.35平方千米。根據2010年美國人口普查的數據，當地共有人口5904人，而人口密度為每平方千米66.15人。